# Japanska čajna ceremonija
Japanska čajna ceremonija (jap. 茶道, "put čaja") tradicionalni je način pripremanja i posluživanja čaja u Japanu. 
U čajnoj ceremoniji, po pravilu, koristi se posebna vrsta zelenog čaja u prahu, koja se razlikuje od čaja predviđenog za svakodnevnu upotrebu.
Čajna ceremonija obuhvaća obrok (ćakaiseki) i dva služenja čaja (koić i usuče), a traje približno četiri sata.
Prvobitno, čajna ceremonija bila je privilegija isključivo aristokracije, a svoj današnji oblik dobila je zahvaljujući zen majstoru Sen no Rikju (1522. – 1591.).

## Galerija
- Prikaz čajne ceremonije.
- Soba za čajanke
- Izvedba čajne ceremonije.
- Čajna ceremonija u Kyotu.